# Заря Свободы (Гомельская область)
Заря́ Свобо́ды (бел. Зара Свабоды) — посёлок в Вышемирском сельсовете Речицкого района Гомельской области Белоруссии.

## География

### Расположение
В 36 км на юго-запад от районного центра и железнодорожной станции Речица (на линии Гомель — Калинковичи), 86 км от Гомеля.

## Транспортная сеть
Транспортные связи по просёлочной, затем автомобильной дороге Хойники — Речица. Планировка состоит из короткой прямолинейной улицы, ориентированной с юго-востока на северо-запад и застроенной односторонне, неплотно деревянными усадьбами.

## История
Основан в начале 1920-х годов переселенцами из соседних деревень на бывших помещичьих землях. В 1931 году организован колхоз. Во время Великой Отечественной войны в августе 1943 года оккупанты полностью сожгли посёлок и убили 6 жителей. 7 жителей погибли на фронте. Согласно переписи 1959 года в составе колхоза имени М. В. Фрунзе (центр — деревня Новый Барсук).
До 12 ноября 2013 года входила в состав Новобарсукского сельсовета, после его упразднения включена в состав Вышемирского сельсовета.

## Население

### Численность
- 2004 год — 17 хозяйств, 36 жителей.

### Динамика
- 1940 год — 55 дворов, 275 жителей.
- 1959 год — 204 жителя (согласно переписи).
- 2004 год — 17 хозяйств, 36 жителей.